# 24. avgust
24. avgust je 236. dan leta (237. v prestopnih letih) v gregorijanskem koledarju. Ostaja še 129 dni.

## Dogodki
- 79 – izbruh vulkana Vezuv prekrije Pompeje, Herkulanej in Stabije
- 410 – Zahodni Goti oplenijo Rim
- 1572 – v pokolu hugenotov, ki se prične na šentjernejsko noč, pobijejo med 5.000 in 30.000 ljudi
- 1685 – Janez Vajkard Valvasor se udeleži ribolova v Cerkniškem jezeru in ga natančno popiše
- 1899 – v Krapini odkrijejo ostanke neandertalca
- 1900 – ustanovljena Ljubljanska kreditna banka
- 1914 – Nemška kopenska vojska prodre v Francijo pri Lillu
- 1936 – Francija in Združeno kraljestvo sprejmeta sklep o prepovedi prodaje orožja Španiji
- 1939 – Združeno kraljestvo razglasi splošno vojaško mobilizacijo
- 1941 – v Mariboru med drugimi talci ustrelijo tudi Slavo Klavoro, Slavka Šlandra in Franja Vrunča
- 1943 – Heinrich Himmler je imenovan za notranjega ministra Tretjega rajha
- 1944 – FFL prodre v Pariz
- 1968 – Francija opravi poskus z vodikovo bombo
- 1991:
  - Mihail Gorbačov odstopi s položaja sovjetske komunistične partije
  - Ukrajina razglasi neodvisnost
- 1995 – v prodajo pride Windows 95
- 2000 – Martin Strel po 58 dneh in 3.004 km konča plavanje po Donavi

## Rojstva
- 1113 – Godfrej VII. Plantagenet, anžujski grof, normanski vojvoda († 1151)
- 1198 – Aleksander II., škotski kralj († 1249)
- 1358 – Ivan I., kastiljski kralj († 1390)
- 1552 – Lavinia Fontana, italijanska slikarka († 1614)
- 1759 – William Wilberforce, angleški aktivist proti suženjstvu († 1833)
- 1837 – François Clément Théodore Dubois, francoski skladatelj († 1924)
- 1863 – Dragutin Lerman, hrvaški raziskovalec († 1918)
- 1869 – Avgusta Danilova, slovenska gledališka igralka, režiserka († 1958)
- 1894 – Rudolf Oskar Robert Williams Geiger, nemški meteorolog († 1981)
- 1898 – Avgust Černigoj, slovenski slikar, grafik († 1985)
- 1899 – Jorge Luis Borges, argentinski pisatelj, pesnik, literarni kritik in prevajalec († 1986)
- 1902 – Fernand Braudel, francoski zgodovinar († 1985)
- 1914 – Janez (Ivan) Kranjc, slovenski duhovnik in mučenec († 1941)
- 1922 – Howard Zinn, ameriški zgodovinar, politolog in politični aktivist († 2010)
- 1929 – Dominik Smole, slovenski dramatik († 1992)
- 1929 – Jaser Arafat, palestinski voditelj (možen datum rojstva je tudi 4. avgust) († 2004)
- 1930 – Rajko Koritnik, slovenski operni pevec, tenorist († 2007)
- 1944 – Gregory Bruce Jarvis, ameriški astronavt († 1986)
- 1947 – Paulo Coelho, brazilski pisatelj
- 1948 – Sauli Niinistö, finski politik
- 1950 – Marc Aaronson, ameriški astronom († 1987)

## Smrti
- 79 – Plinij starejši, rimski pisec, učenjak, častnik (* 23)
- 1042 – Mihael V. Kalafat, bizantinski cesar (* 1015)
- 1101 – Su Shi, kitajski pesnik, esejist, državnik (* 1037)
- 1103 – Magnus III., norveški kralj (* 1073)
- 1204 – Minamoto Joriie, šogun (* 1182)
- 1217 – Evstahij Menih, francoski pirat (* 1170)
- 1261 – Ela, 3. grofica Salisbury, angleška plemkinja (* 1187)
- 1290 – Zaviš Falkenštajnski, češki plemič (* 1250)
- 1313 – Henrik VII. Luksemburški, rimsko-nemški cesar (* 1278)
- 1355 – Pierre de Corneillan, 28. veliki mojster vitezov hospitalcev
- 1540 – Francesco Mazzola Parmigianino, italijanski slikar (* 1503)
- 1572 – Gaspard de Coligny, francoski admiral, hugenot (* 1519)
- 1648 – Diego de Saavedra Fajardo, španski diplomat (* 1584)
- 1759 – Ewald Christian von Kleist, nemški pesnik (* 1715)
- 1831 – August Neithardt von Gneisenau, pruski maršal (* 1760)
- 1832 – Nicolas Léonard Sadi Carnot, francoski matematik, fizik (* 1796)
- 1861 – Pierre Berthier, francoski geolog in rudarski inženir (* 1782)
- 1888 – Rudolf Julius Emanuel Clausius, nemški matematik, fizik (* 1822)
- 1940 – Paul Gottlieb Nipkow, nemški inženir (* 1860)
- 1941:
  - Slava Klavora, slovenska narodna herojka (* 1921)
  - Slavko Šlander, slovenski narodni heroj (* 1909)
  - Franjo Vrunč, slovenski narodni heroj (* 1910)
- 1942 – Miran Jarc, slovenski pesnik, pisatelj, dramatik (* 1900)
- 1943 – Simone Weil, francoska filozofinja judovskega rodu, krščanska mistikinja in socialna aktivistka, (* 1909)
- 1954 – Getúlio Dornelles Vargas, brazilski predsednik (* 1883)
- 1979 – Hanna Reitsch, nemška poskusna pilotka (* 1912)
- 1982 – Félix-Antoine Savard, kanadski duhovnik, pesnik, folklorist (* 1896)
- 1997 – Luigi »Gigi« Villoresi, italijanski avtomobilski dirkač (* 1909)
- 2014 – Richard Attenborough, britanski igralec, režiser in filmski producent (* 1923)
- 2018 – Ciril Zlobec, slovenski pesnik, prevajalec, publicist (* 1925)